# Richard Morgan
Pour les articles homonymes, voir Morgan.
Œuvres principales
- Série Takeshi Kovacs
- Série Terres de héros
- Black Man

Richard Morgan, né le 24 septembre 1965 à Londres en Angleterre, est un écrivain britannique, de science-fiction et fantasy. Spécialiste de romans cyberpunk, il a aussi contribué à l'élaboration des scénarios de Crysis 2, du reboot de Syndicate et de Off the Grid.

## Œuvres

### SérieTakeshi Kovacs
1. Carbone modifié, Bragelonne, 2003 ((en) Altered Carbon, Victor Gollancz Ltd, 2002)  (ISBN 2-914370-42-3)Réédition Milady, 2008 (ISBN 978-2-811200-58-9) puis sous le titre Altered Carbon, Bragelonne, 2020 (ISBN 979-10-281-0335-4) - Prix Philip-K.-Dick 2004
2. Anges déchus, Bragelonne, 2004 ((en) Broken Angels, Victor Gollancz Ltd, 2003)  (ISBN 2-914370-75-X)Réédition Milady, 2009 (ISBN 978-2-8112-0135-7)
3. Furies déchaînées, Bragelonne, 2005 ((en) Woken Furies, Victor Gollancz Ltd, 2005)  (ISBN 2915549230)Réédition Milady, 2009 (ISBN 978-2-8112-0212-5)

### SérieTerres de héros
1. Rien que l'acier, Bragelonne, 2010 ((en) The Steel Remains, Victor Gollancz Ltd, 2008)  (ISBN 978-2-35294-379-2)
2. À pierre fendre, Bragelonne, 2012 ((en) The Cold Commands, Victor Gollancz Ltd, 2011)  (ISBN 978-2-35294-599-4)
3. Jusqu'à l'âme, Bragelonne, 2016 ((en) The Dark Defiles, Victor Gollancz Ltd, 2014)  (ISBN 979-10-281-0068-1)

### SérieBlack Man
1. Black Man, Bragelonne, 2008 ((en) Black Man, Victor Gollancz Ltd, 2006)  (ISBN 978-2-35294-232-0)Réédition Milady, 2011 (ISBN 978-2-8112-0505-8) - Prix Arthur-C.-Clarke 2008
2. Thin Air, Bragelonne, 2020 ((en) Thin Air, Del Rey Books, 2018)  (ISBN 979-10-281-1156-4)Réédition Bragelonne, format poche, 2021 (ISBN 979-10-281-2093-1)

### Romans indépendants
- Market Forces, Bragelonne, 2021 ((en) Market Forces, Victor Gollancz Ltd, 2004)  (ISBN 979-10-281-1249-3)Prix John-Wood-Campbell Memorial 2005

### Romans graphiques
- (en) Black Widow: Homecoming, Marvel Comics, 2005
- (en) Black Widow: The Things They Say About Her, Marvel Comics, 2006